# ایمر لامبه
ایمر لامبه (انگلیسی: Eimear Lambe؛ زادهٔ ۱۱ اوت ۱۹۹۷) قایقران روئینگ اهل جمهوری ایرلند است.
وی در مسابقات کشوری و بین‌المللی در مجموع برندهٔ ۱ مدال برنز شده‌است.